# Abdelhamid Maâli
Abdelhamid Maâli (Marruecos, 16 de marzo de 2006) es un futbolista marroquí que juega de delantero en el Ittihad Tanger de la Liga de Fútbol de Marruecos.

## Selección nacional
Es internacional juvenil con Marruecos, siendo seleccionado por primera vez con la selección sub-17 para el Campeonato Árabe de Fútbol sub-17 en Argelia.
El 23 de octubre de 2023 fue seleccionado en la lista definitiva de Saïd Chiba para el Mundial sub-17 de Indonesia.

## Estadísticas

### Clubes
Actualizado al último partido disputado el 7 de octubre de 2023.
| Club                     | Div.          | Temporada     | Liga  | Liga  | Liga   | Copas nacionales | Copas nacionales | Copas nacionales | Copas internacionales | Copas internacionales | Copas internacionales | Total | Total | Total  |
| Club                     | Div.          | Temporada     | Part. | Goles | Asist. | Part.            | Goles            | Asist.           | Part.                 | Goles                 | Asist.                | Part. | Goles | Asist. |
| ------------------------ | ------------- | ------------- | ----- | ----- | ------ | ---------------- | ---------------- | ---------------- | --------------------- | --------------------- | --------------------- | ----- | ----- | ------ |
| Ittihad Tanger Marruecos | 1.ª           | 2023-24       | 1     | 0     | 0      | 0                | 0                | 0                | ―                     | ―                     | ―                     | 1     | 0     | 0      |
| Ittihad Tanger Marruecos | Total club    | Total club    | 1     | 0     | 0      | 0                | 0                | 0                | 0                     | 0                     | 0                     | 1     | 0     | 0      |
| Total carrera            | Total carrera | Total carrera | 1     | 0     | 0      | 0                | 0                | 0                | 0                     | 0                     | 0                     | 1     | 0     | 0      |